# Play (álbum de Brad Paisley)
Play: The Guitar Album é o sétimo álbum de estúdio do artista country norte-americano, Brad Paisley. Foi lançado em 4 de novembro de 2008, pela Arista Nashville e produzido por Frank Rogers. O álbum é em grande parte instrumental, contendo apenas cinco faixas vocais. Uma dessas faixas, "Start a Band", um dueto com Keith Urban, foi lançada como single e se tornou o nono seguido e décimo terceiro de sua carreira a alcançar o topo da Billboard Hot Country Songs. A foto da capa foi tirada na Bristow Run Elementary School, em Bristow, Virgínia.